# Potros de la UAEM
A Potros de la Universidad Autónoma del Estado de México (nevének jelentése: a México Állami Autonóm Egyetem Csikói) a mexikói México szövetségi állam fővárosának, Tolucának a másodosztályú bajnokságban szereplő labdarúgócsapata.

## Története
Az 1970-ben alapított csapat 1975-ben Javier Zea irányításával jutott fel a másodosztályba, de a kevés támogatás, és főleg a pénzügyi gondok miatt a csapat hamarosan megszűnt. 1990-ben az egyetem rektorának, Efrén Rojas Dávilának köszönhetően felvásároltak egy másik csapatot, így az egyetemi klub újjáalakult, majd 9 évvel később ismét feljutottak a másodosztályba. Az időközben ismét a harmadosztályba süllyedt Potros 2016 nyarán a Tampico Madero FC legyőzésével megnyerte a harmadosztály döntőjét, így harmadszor is feljutott a másodosztályba.